# L'Esgleieta
L'Esgleieta és un petit nucli de població del municipi d'Esporles, a l'illa de Mallorca. Està situat al sector oriental del terme municipal, a mig camí entre Palma i Valldemossa, al peu de la serra de Tramuntana. Destaca pel seu entorn d'oliverars i pel patrimoni històric que conserva, especialment l'església de Santa Maria de l'Olivar.

## Geografia i demografia
L'Esgleieta es troba a l'interior de Mallorca, dins el municipi d'Esporles, a la comarca de la Serra de Tramuntana. El nucli s'emplaça en una petita plana envoltada de garriga i conreus tradicionalment d'oliveres, ametllers i garrovers. És a uns 10 quilòmetres al nord-oest de Palma i aproximadament a 8 quilòmetres al sud-est de Valldemossa, en l'encreuament de la carretera Ma-1110 (que uneix Palma i Valldemossa) amb la carretera local que connecta Palmanyola i Santa Maria del Camí passant per l'Esgleieta. Administrativament, el llogaret forma part d'Esporles, però es troba molt pròxim als límits municipals de Palma, Valldemossa i Bunyola.
L'Esgleieta sempre ha tingut una població reduïda. A mitjan segle xx el llogaret comptava amb pocs desenes d'habitants, dedicats principalment a l'agricultura. A partir de finals del segle xx i inicis del xxi, la població va augmentar moderadament amb la construcció de noves habitatges unifamiliars i petites urbanitzacions en els voltants. La població s'ha mantingut al voltant de mig miler d'habitants, distribuïts entre el nucli històric i les cases disseminades dels voltants. Aquestes xifres contrasten amb la vila d’Esporles (capçalera municipal), que té uns 5.000 habitants, la qual cosa reflecteix el caràcter marcadament rural i poc poblat de l'Esgleieta.

## Història
El nom del llogaret de l'Esgleieta és un simple diminutiu d'esgleia, forma arcaica d'església, que fa referència a l'església de Santa Maria de l'Olivar.
L'origen de l'Esgleieta està estretament lligat al de la seva església. Ja en el segle xiii hi havia una petita capella rural dedicada a Santa Maria, anomenada Santa Maria de l’Olivar. Sobre aquesta capella, l'any 1530 s’hi fundà un convent de monges clarisses procedents del Puig de Santa Magdalena d'Inca. Aquest convent de l'Olivar perdurà fins al 1549, quan la comunitat de monges es traslladà a la Ciutat de Mallorca i fundà el nou convent de l'Olivar intramurs, origen del posterior Mercat de l'Olivar de Palma. D'aquella època es conserva a l'Esgleieta un antic retaule atribuït al pintor gòtic mallorquí Joan Daurer.
Després de la partida de les clarisses, Santa Maria de l'Olivar va continuar com a oratori rural. Amb el temps, s'hi desenvolupà un petit nucli de població al seu entorn. L'any 1911 es va establir a l'Esgleieta una vicaria in capite (vicaria autònoma) depenent de la parròquia d'Esporles. Al segle xx, l'Esgleieta va conservar el seu caràcter rural, tot i que es beneficià de les millores en les comunicacions per carretera amb Palma i la resta de l'illa. En els darrers anys, el llogaret ha experimentat la introducció de noves activitats (artesanals i de turisme cultural) que conviuen amb els usos tradicionals.

## Patrimoni i cultura
L'element patrimonial més destacat de l'Esgleieta és l'església de Santa Maria de l'Olivar. Es tracta d'un petit temple d'origen medieval que ha estat modificat al llarg dels segles. L'església actual conserva la senzillesa de les esglésies rurals mallorquines, amb una façana de paredat de pedra vista, portal d'accés rectangular i un petit campanar d'espadanya sobre un dels costats de la façana. A l'interior s'hi venera la Mare de Déu de l'Olivar, i es conserva el retaule gòtic de transició atribuït a Joan Daurer esmentat anteriorment . Al segle xvi durant l'estada de les monges clarisses, aquest edifici va fer la funció d'església conventual. Tot i que la comunitat religiosa es va traslladar a Palma, l'església de l'Esgleieta va continuar oberta al culte.
Més enllà de l'església, el nucli de l'Esgleieta compta amb unes poques cases tradicionals mallorquines. Als voltants del llogaret es troben diverses possessions històriques, com Canet, Son Cabaspre o Son Galceran, que recorden el passat agrícola de la contrada. Algunes d'aquestes finques conserven tafones i altres estructures tradicionals de l'arquitectura rural mallorquina.
Malgrat la seva mida reduïda, l'Esgleieta manté vives algunes tradicions i celebra festes pròpies. Cada any, pels volts del 24 de juny, el llogaret celebra les festes de Sant Joan amb foguerons i activitats populars. A més de Sant Joan, en els últims anys s'ha instaurat durant la tardor la Nit de l'Art de l'Esgleieta, un esdeveniment cultural nocturn dedicat a l'art i la música. Aquesta celebració, impulsada per entitats locals amb suport de l'Ajuntament d'Esporles, té lloc a mitjan octubre i inclou exposicions d'art, murals, concerts i activitats infantils, convertint el llogaret en un punt de trobada cultural. La Nit de l'Art té també un vessant solidari, ja que recapta fons per a projectes socials i compta amb la implicació d'artesans de la serra de Tramuntana.

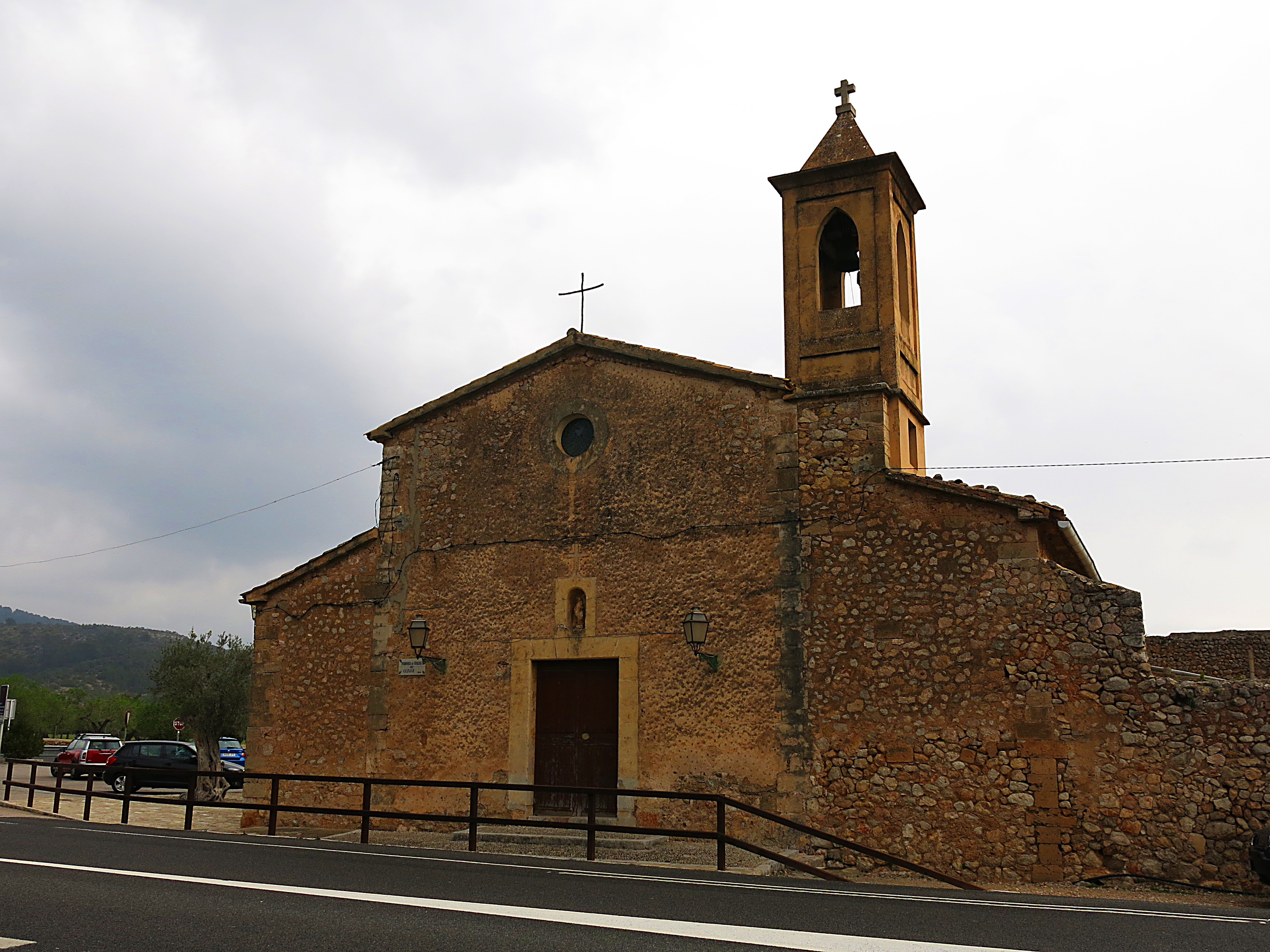
Santa Maria de l'Olivar
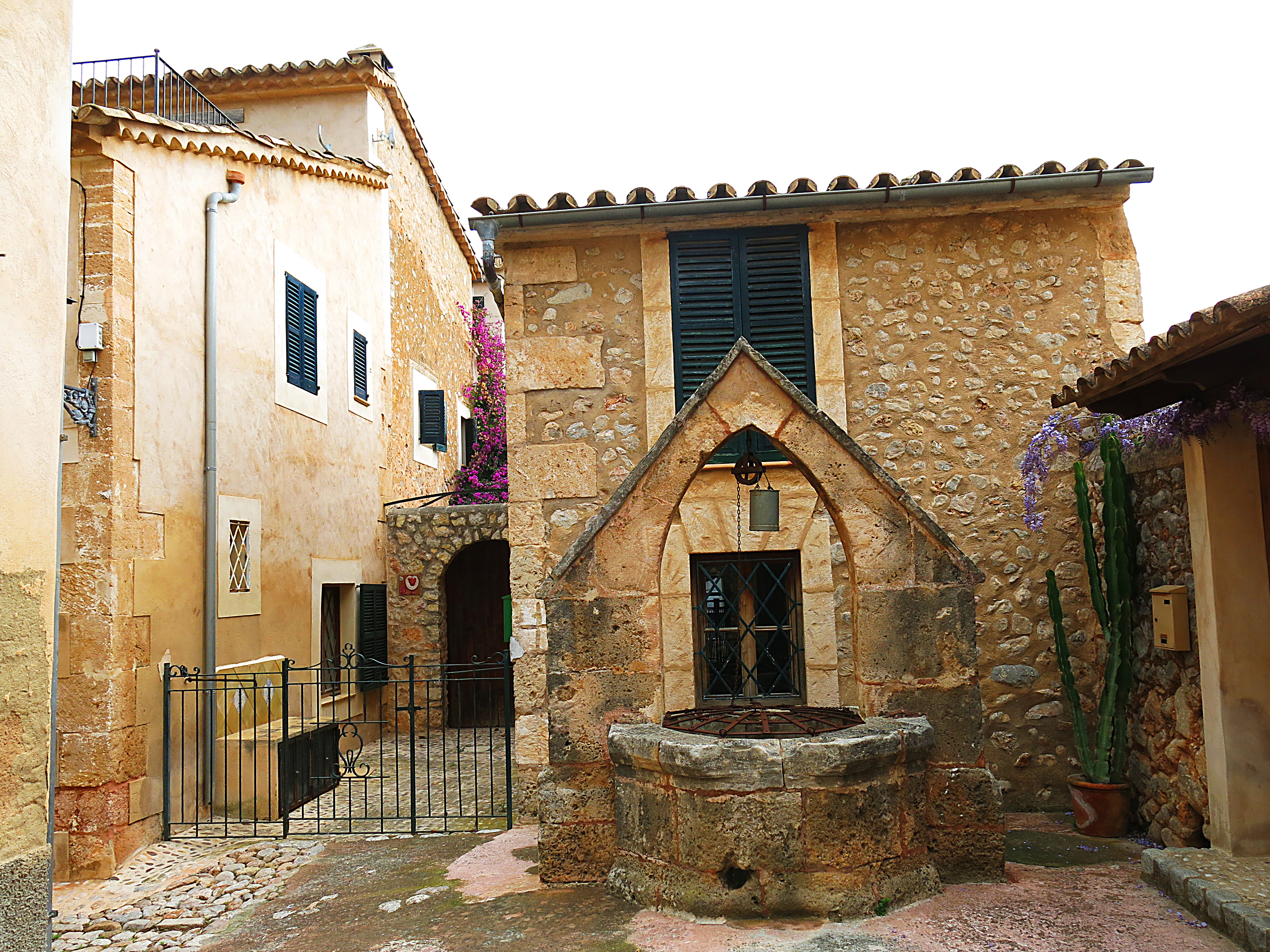
Pou de la Rectoria
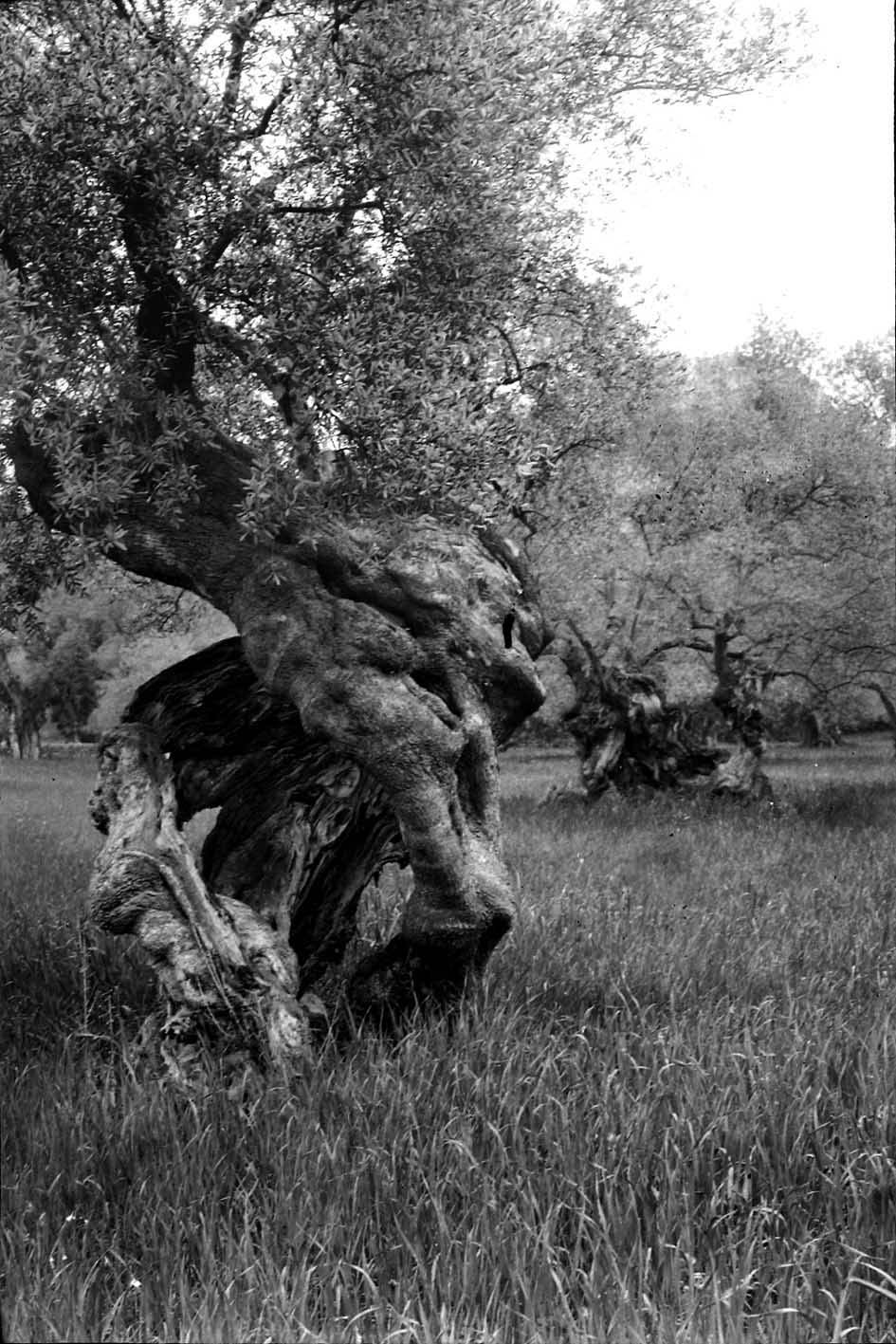
Oliveres
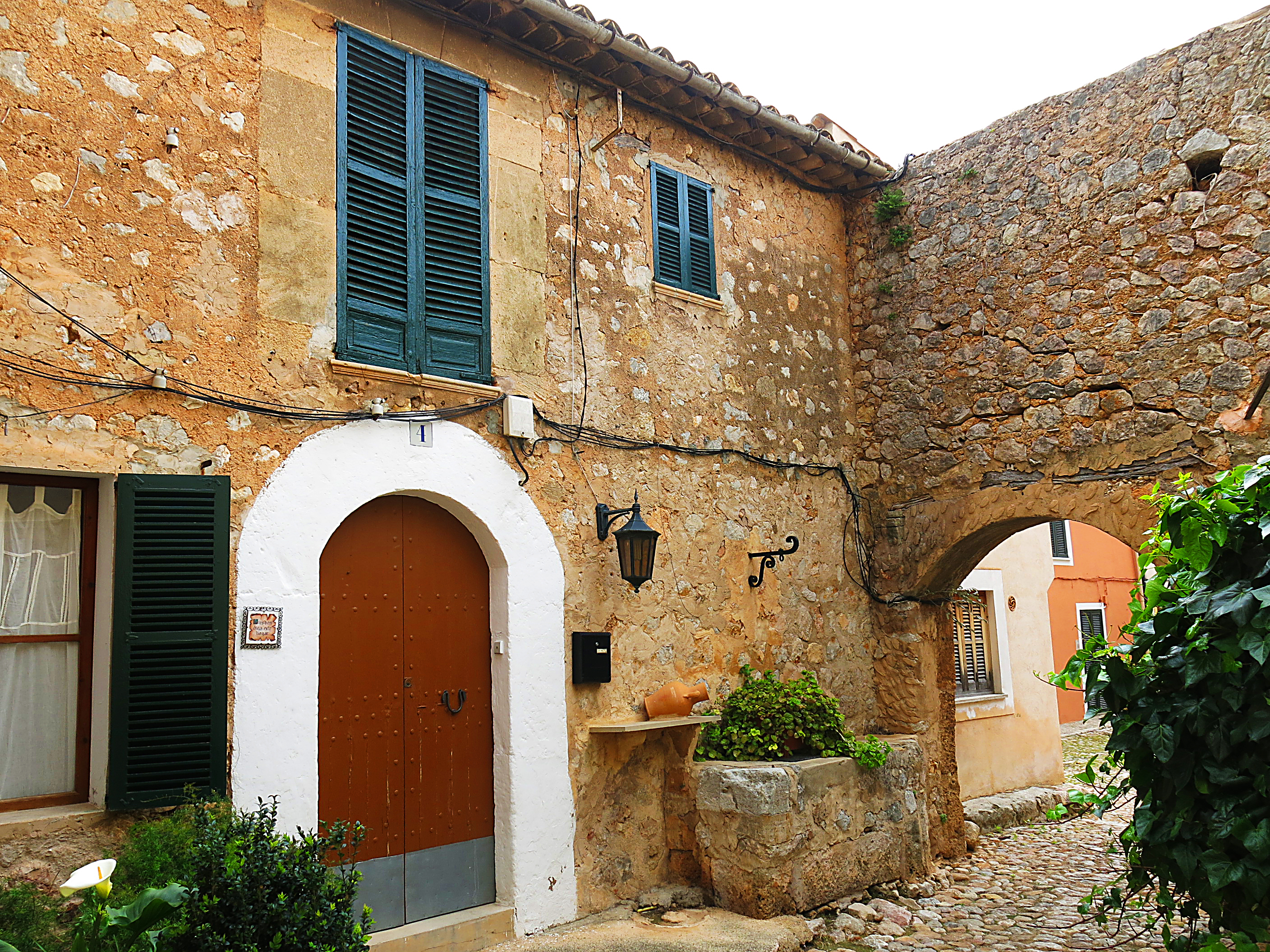
Portalet de Sant Joan
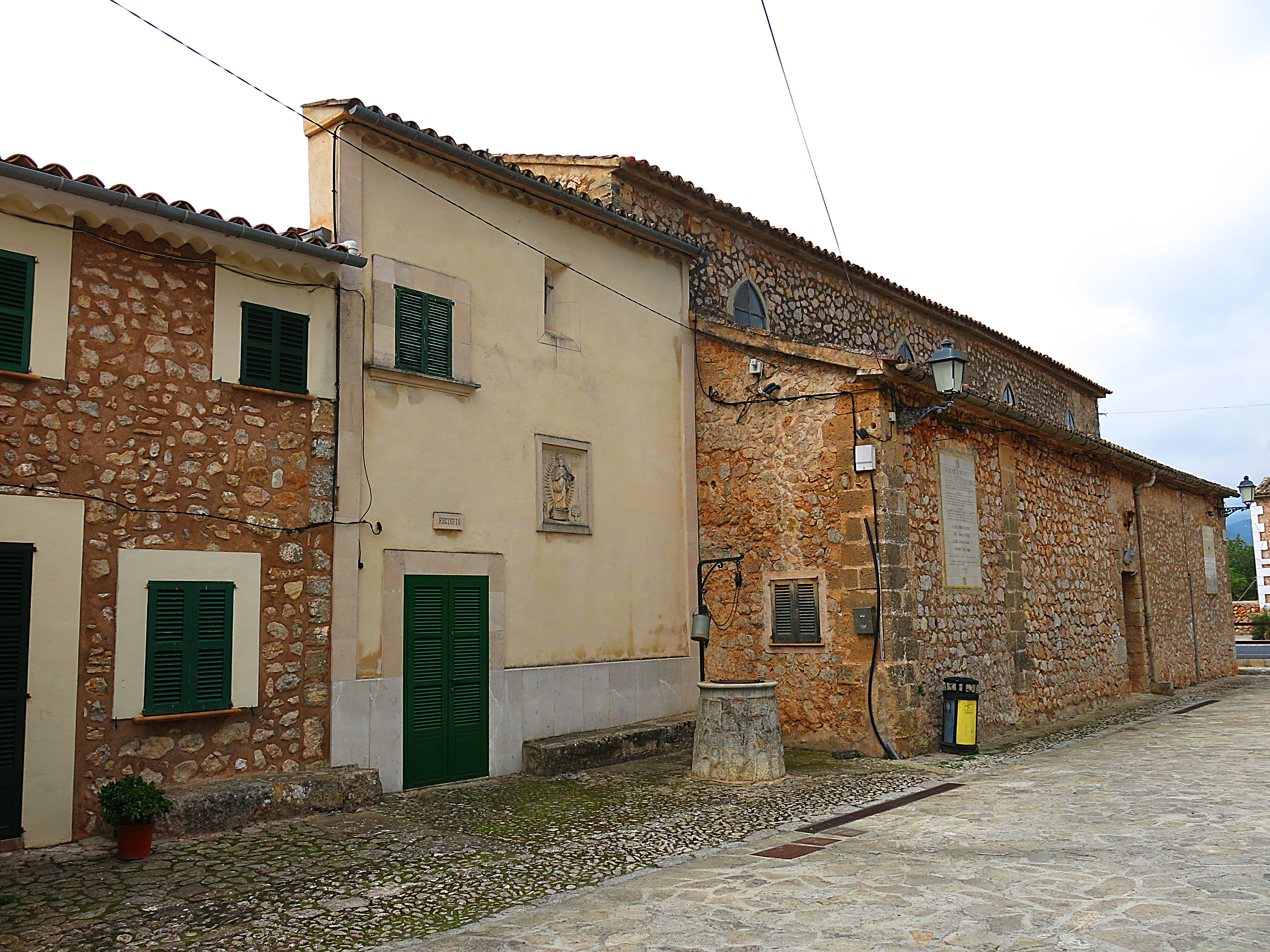
Rectoria i lateral de l'església

## Economia i usos actuals del sòl
L'economia de l'Esgleieta ha estat tradicionalment agrària. Els voltants del nucli estan ocupats per camps d'ametllers, garrovers, figueres i, sobretot, oliveres en terrasses de pedra en sec. Durant segles, la producció d'oli d’oliva va ser una de les activitats principals gràcies als extensos olivars. També es conreaven cereals de secà i s'hi practicava la ramaderia en petita escala, aprofitant les zones de garriga per al pasturatge.
A partir de la segona meitat del segle xx tot i que l'agricultura va disminuir en importància, l'Esgleieta i el seu entorn van atraure noves activitats. Una de les més destacades és l'artesania del vidre artístic: a l'Esgleieta s’ubica la fàbrica i taller de Lafiore, una de les poques empreses de vidre bufat que resten a Mallorca.
Els usos actuals del sòl al voltant de l'Esgleieta combinen el sector primari amb el terciari. Es mantenen zones de cultiu, tot i que algunes finques han estat reconvertides en segones residències o allotjaments agroturístics. Així mateix, la proximitat a Palma ha fet que algunes famílies hagin triat l'Esgleieta com a lloc de residència. No obstant això, el llogaret no disposa de comerços importants i depèn en gran manera d'Esporles o Palma per a subministraments i mercats.

## Infraestructures i serveis
L'Esgleieta es beneficia de la seva situació estratègica entre Palma i la Tramuntana pel que fa a comunicacions. La carretera Ma-1110 travessa el nucli, facilitant l’accés cap a Palma (en direcció sud-est) i cap a Valldemossa (nord-oest). També neix a l’Esgleieta la carretera local cap a Santa Maria del Camí passant per Son Termens i Palmanyola, la qual cosa connecta el llogaret amb el Raiguer de Mallorca. Aquestes vies permeten una bona comunicació per al trànsit rodat, tot i que en alguns trams presenten un traçat sinuós propi de zona de muntanya.
En transport públic, l'Esgleieta disposa de servei d'autobús interurbà proporcionat pel TIB (Transports de les Illes Balears). Diverses línies de bus tenen parada a prop del llogaret, connectant-lo amb Palma i amb pobles propers com Esporles, Valldemossa o Bunyola. Per exemple, les línies que van de Palma cap a Deià/Sóller o cap a Esporles solen tenir aturada a la carretera de l'Esgleieta. A uns 2 km, a la zona universitària (UIB), també hi ha estació de metro i autobusos de l'EMT de Palma, fet que facilita els desplaçaments fins a la capital.
Quant a altres serveis, l'Esgleieta depèn majoritàriament del municipi d'Esporles. No hi ha escola ni centre de salut al mateix llogaret; els residents es desplacen al nucli d'Esporles per aquests serveis bàsics. L'Esgleieta compta amb una petita plaça pública davant l'església, on es realitzen els actes festius i on s'ubica un petit parc infantil i zona d'estada per als veïns.